# إبراهيم السكري
إبراهيم عبد الغني السكري، ولد في ديسمبر عام 1947 في إحدي قري محافظة البحيرة في مصر، وهو جندي مصري اشتهر بلقب قناص الدبابات الإسرائيلية، حاصل علي وسام نجمة سيناء.

## حياته
ولد في قرية ام حكيم، البحيرة بشبراخيت. انهى شهادة الثانوية العامة بتفوق في عام 1964 والتحق بكلية التجارة، وكان دائما يردد القول: «لا بد أن تكون هناك جولة أخرى مع العدو الصهيوني لنلقنهم درساً لن ينسوه ابداً وتسترد مصر فيها كرامة وعزة الشعب».
وما ان انتهي إبراهيم من دراسته الجامعية حتي سارع إلي منطقة التجنيد ليكون في طليعة رجال القوات عام 1969 وحقق أمنيته بالانضمام إلي سلاح المدفعية.

## رصيده القتالي
هو جندي صاحب مؤهلات عليا، أطلق عليه قناص الدبابات واستطاع أن يدمر في السادسة مساء 6 أكتوبرعام 1973، 6 دبابات إسرائيلية.

## صموده
وكان واحدا من الذين صمدوا لمدة تزيد علي 114 يوما في موقع كبريت وبالرغم من الحصار المكثف والضربات المتتالية من الطيران الإسرائيلي علي الموقع طوال تلك المدة لاخضاعها، إلا أنه تمكن من الصمود ومنع القوات الاسرائلية من الاستيلاء عليها طوال تلك المدة لقيامة بقنصها بواسطة الصواريخ المضادة للدبابات واحداثة خسائر فادحة بها.

## تكريمه
- حاصل على وسام نجمة سيناء
- تم لإطلاق اسمه على شارع في قرية ام حكيم، البحيرة بشبراخيت.